# Monte Qiyun
Monte Qiyun (en chino tradicional, 齊雲山; en chino simplificado, 齐云山; pinyin, Qíyūn Shān, literalmente "Tan alto como las nubes") es una montaña situada en Qingyang County, provincia de Anhui, República Popular de China. 
Es un parque nacional de China, que se encuentra a unos 33 kilómetros al oeste de la ciudad de Huangshan y es sagrado para los taoístas . La montaña también se  conoce como "terreno en forma de nubes rojas" (丹霞地貌) debido al rojo conglomerado y arenisca de la zona. Conocido por sus numerosas inscripciones y  tabletas, así como por los monasterios y templos, el punto más alto de la montaña se eleva a 585 metros.

## Cultura
A través de la historia china, poetas y escritores chinos como Li Bai, Tang Yin y Yu Dafu han visitado el monte Qiyun ya sea para componer poesía o para dejar una inscripción.